# Antonio Torres Tirado
Antonio Torres Tirado (Carenas, 1850 - Santander, 1907) fue un historiador y geógrafo, miembro de la Real Academia de Bellas Artes de San Fernando.
Estudioso de letras, fue profesor en diversos colegios e institutos de España antes de asentarse en Orense. Ahí enseñó historia y dibujo y fue miembro de la Comisión Provincial de Monumentos de Orense. Posteriormente se trasladó a Logroño, donde ocupó diversos puestos educativos y fue miembro de la Comisión de Monumentos de Logroño. Encontró restos romanos en El Rasillo, que reportó a la Academia de la Historia.
Participó en la exposición regional de Logroño de 1897 (medalla de oro), en la Exposición de Industrias Manuales de Madrid de 1898 (de nuevo medalla) y en 1900 en la Exposición Universal de París (dos medallas de plata). En 1898 publicó su obra más famosa, Mapa del Cielo, sobre temas astronómicos. 